# INTENTIONAL
「INTENTIONAL」（インテンショナル）は、松山千春が1992年9月1日にリリースした33枚目のシングル。

## 解説
表題曲「INTENTIONAL」は、AJINOMOTO『ほんだし』のCFイメージ・ソングとして使用された。
日本コロムビア移籍第一弾シングル。

## 収録曲
| 全作詞・作曲: 松山千春。 |                                       |           |            |          |      |
| #                        | タイトル                              | 作詞      | 作曲・編曲 | 編曲     | 時間 |
| 1.                       | 「INTENTIONAL」                       | 松山千春  | 松山千春   | 笛吹利明 | 4:25 |
| 2.                       | 「陽だまりの中」                      | 松山千春  | 松山千春   | 飛澤宏元 | 5:48 |
| 3.                       | 「INTENTIONAL」(オリジナル・カラオケ) | 松山千春  | 松山千春   |          | 4:25 |
| 合計時間:                | 合計時間:                             | 合計時間: | 14:38      |          |      |